# Syndroom (ziektebeeld)
Een syndroom is een ziektebeeld: een verzameling van verschijnselen die vaker in dezelfde combinatie optreedt, en dus als eenheid moet worden opgevat.
Aan een groot aantal syndromen is een eigennaam verbonden, meestal van degene die het syndroom het eerst beschreven heeft. Een voorbeeld is (de naamgever van) het syndroom van Gilles de la Tourette. Op het moment dat een syndroom voor het eerst als zodanig werd onderkend en beschreven, was de oorzaak (en dus de onderlinge samenhang van de diverse ziekteverschijnselen) overigens vaak nog niet duidelijk, zoals bij het syndroom van Menière en het syndroom van Cushing.
Een dergelijke verzameling klinische tekenen kan daarnaast meerdere oorzaken hebben, en dus geen uitsluitsel bieden over de ziekte die aan de waargenomen symptomen ten grondslag ligt. Zo kan de verzameling aan symptomen die cushingsyndroom wordt genoemd, door meerdere pathologieën (verschillende onderliggende aandoeningen) worden veroorzaakt. 
Het woord komt van het Grieks συνδρομή sundromè, van σύν sun [samen] en δρόμος drómos [loop] = samenloop. Het begrip συνδρομή werd door de Griekse arts Galenus al gebruikt in de betekenis van 'het samen voorkomen van bepaalde symptomen'.